# She Said She Said
«She Said She Said» es una canción de la banda de rock inglesa The Beatles, que aparece en su álbum Revolver de 1966. Se acredita a Lennon-McCartney, pero fue compuesta por John Lennon con ayuda de George Harrison. Esta canción es una de las pocas de los Beatles en las que no participó Paul McCartney en el estudio de grabación, debido a desacuerdos con los arreglos que se hicieron. En su lugar, Harrison es acreditado en los coros y el bajo eléctrico, aunque la veracidad de esto último es discutido por algunos autores.

## Antecedentes e inspiración
Los Beatles se encontraban de gira por Estados Unidos en 1965, y estaban alojados en una casa alquilada en California con el actor Peter Fonda tomando LSD. Cuando George le dijo al actor que se moría, el actor le dijo que cuando tenía 10 años se había disparado accidentalmente en el estómago a sí mismo, y que su corazón se paró tres veces. "I know what is like to be dead" (sé como es estar muerto) a lo que John respondió "You're making me feel like I've never been born". "Who put all that shit in your head?" (me estás haciendo sentir como si no hubiera nacido nunca. ¿Quién te ha metido toda esa mierda en la cabeza?) 
Y así, el nombre iba a ser originalmente 'He Said He Said' en relación con Peter Fonda, pero John la suavizó al final (pues la primera versión se mostraba bastante agresiva) refiriéndose en su lugar a una mujer imaginaria y cambiando algunas frases el tema. La camcion es uno de los primeros temas de rock psicodélico con tonalidad en A#.

## Personal
De acuerdo a Ian MacDonald, Walter Everett y Robert Rodriguez:
- John Lennon – voz principal, coros, guitarra rítmica, órgano Hammond
- George Harrison – coros, bajo, guitarra líder
- Ringo Starr – batería, sacudidor

Según Kevin Howlett y John C. Winn, McCartney alcanzó a grabar la línea de bajo antes de abandonar el estudio.